# 张青
張青是小說《水滸傳》中的人物，外號「菜園子」，在小說第十七回「花和尚單打二龍山，青面獸雙奪寶珠寺」中首次由魯智深提及。他本在孟州道光明寺種菜，卻因為小事殺了寺裏的僧人，逃往大树坡作劫匪。他在該處結識了孫二娘，二人再一起在十字坡開設酒店，用蒙汗药为害过往行人，做人肉包子的生意。後來，他跟隨二龍山眾頭領加入梁山泊，坐上第一百零二把交椅，司職「打探聲息」、「邀接來賓頭領」並負責管理「西山酒店」。

## 經歷

### 登場
張青在水滸傳中的首次被提及是由魯智深向楊志自我介紹時。當時魯智深簡述自己經歷，說自己在十字坡張青店中被孫二娘以蒙汗藥迷倒，幸好張青看到鲁智深的禪像後知道是江湖人物，便救醒了鲁智深。談到鲁智深無處安身時，張青推荐鲁智深到二龍山投靠鄧龍，之後張青的事便告一段落。儘管張青於此時（第十七回）便被提及，他卻一直到小說第二十七回才真正現身。

### 遇上武松
後來武松殺了西門慶和潘金蓮，由兩名差僕押往孟州，路過張青的店。武松察覺出孫二娘不懷好意，便佯裝醉倒，設法捉了孫二娘。幸好此時張青回店，及時調解。二人互通姓名後均敬重對方，便結拜為兄弟。張青想乘機殺了兩名差僕，為武松換得自由，但武松卻以兩名差僕待他不錯而不肯，二人便於三天後分別。

### 二遇武松
武松在鴛鴦樓報仇殺了人後，在孟州城外林中一間寺廟中休息，卻被張青店裏的人捉去，幸好張青認得武松，及時救了他，不致釀成悲劇。數天後，武松被通緝得很緊，張青和孫二娘便把他伪装成云游头陀的模样，并推荐他上了二龍山投靠鲁智深和杨志。武松便拿了推荐信離開。後來張青也和孫二娘上了二龍山。

### 上梁山
後來呼延灼帶兵攻打桃花山，山主李忠接仗失利後便寫信向二龍山求助。於是，張青、鲁智深、楊志和武松等人帶同人馬到達支援，一時雙方也佔不到優勢。呼延灼於是回青州，把正在攻打青州的白虎山頭領孔明活捉，山中另一頭領孔亮卻逃出至桃花山向張青等人求助，眾人認為合三山之力仍不足以攻下青州城救人，於是便派孔亮聯合梁山泊兵馬攻打青州。青州城破後，張青便跟着二龍山、白虎山、和桃花山三山共十一名頭領加入梁山泊。上梁山後張青參與多場戰役，立功不少。

### 征方臘
張青在與梁山泊餘下一百零八人受招安后，便參與征討方臘，其中卻於攻歙州方垕戰死，在軍心大亂之際死于乱军之中，結束了在水滸傳的故事。

## 出場回目
- 第十七回「花和尚單打二龍山，青面獸雙奪寶珠寺」
- 第二十七回「母夜叉孟州道賣人肉，武都頭十字坡遇張青」
- 第三十一回「張都監血濺鴛鴦樓，武行者夜走蜈蚣嶺」
- 第五十八回「三山聚義打青州，眾虎同心歸水泊」
- 第一百一十八回「盧俊義大戰昱嶺關，宋公明智取清溪洞」

## 文化影響
張青與孫二娘賣人肉包子的形象一向深入民心，所以亦出現在不少其他作品，其中就包括出現於香港漫畫《老夫子》中。

## 影视形象
- 1983年山东版《水浒》：楊國勇
- 1998年央视版《水浒传》：張昕
- 1999年电影《水滸傳之英雄好色》：詹秉熙
- 2011年版《水浒传》：毛竹
- 2011年电影《菜园子张青》：桑伟淋